# Riccardo Calcagno
Riccardo Calcagno (Lecce, 1º settembre 1872 – Roma, 18 febbraio 1953) è stato un politico e generale italiano.
Fu nominato senatore del Regno d'Italia con decreto del 25 marzo 1939 e fu Comandante Generale della Guardia di Finanza.